# Rubén Omar Romano
Rubén Omar Romano Cachia (* 18. Mai 1958 in Buenos Aires, Argentinien) ist ein ehemaliger argentinischer Fußballspieler und heutiger -trainer.

## Leben

### Spieler
Seine aktive Laufbahn begann Romano bei seinem Heimatverein CA Huracán, bei dem er von 1978 bis 1980 unter Vertrag stand. Anschließend wechselte er zum Club América in die mexikanische Primera División, in der er fortan fast ausschließlich als Spieler und später auch als Trainer tätig war. 
Seine nächste Station in Mexiko war der Club León, bei dem er von 1981 bis 1983 unter Vertrag stand. Längere Stationen hatte er bei den alten Erzrivalen Necaxa und Atlante und war zwischenzeitlich nur noch für die Saison 1987/88 in seine Heimat zurückgekehrt, wo er diesmal bei San Lorenzo, dem Erzrivalen seines Exverereins Huracán, unter Vertrag stand.

### Trainer
Seit 1998 war Rubén Romano als Cheftrainer diverser Erstligamannschaften im Einsatz. 
Während seines Engagements beim CD Cruz Azul wurde er im Anschluss an eine Trainingseinheit von fünf Männern entführt und konnte erst nach 65 Tagen durch eine gezielte Polizeiaktion aus einer Wohnung in einem Armenviertel im Stadtteil Iztapalapa von Mexiko-Stadt befreit werden.